# Kingdom Come (musikgrupp)

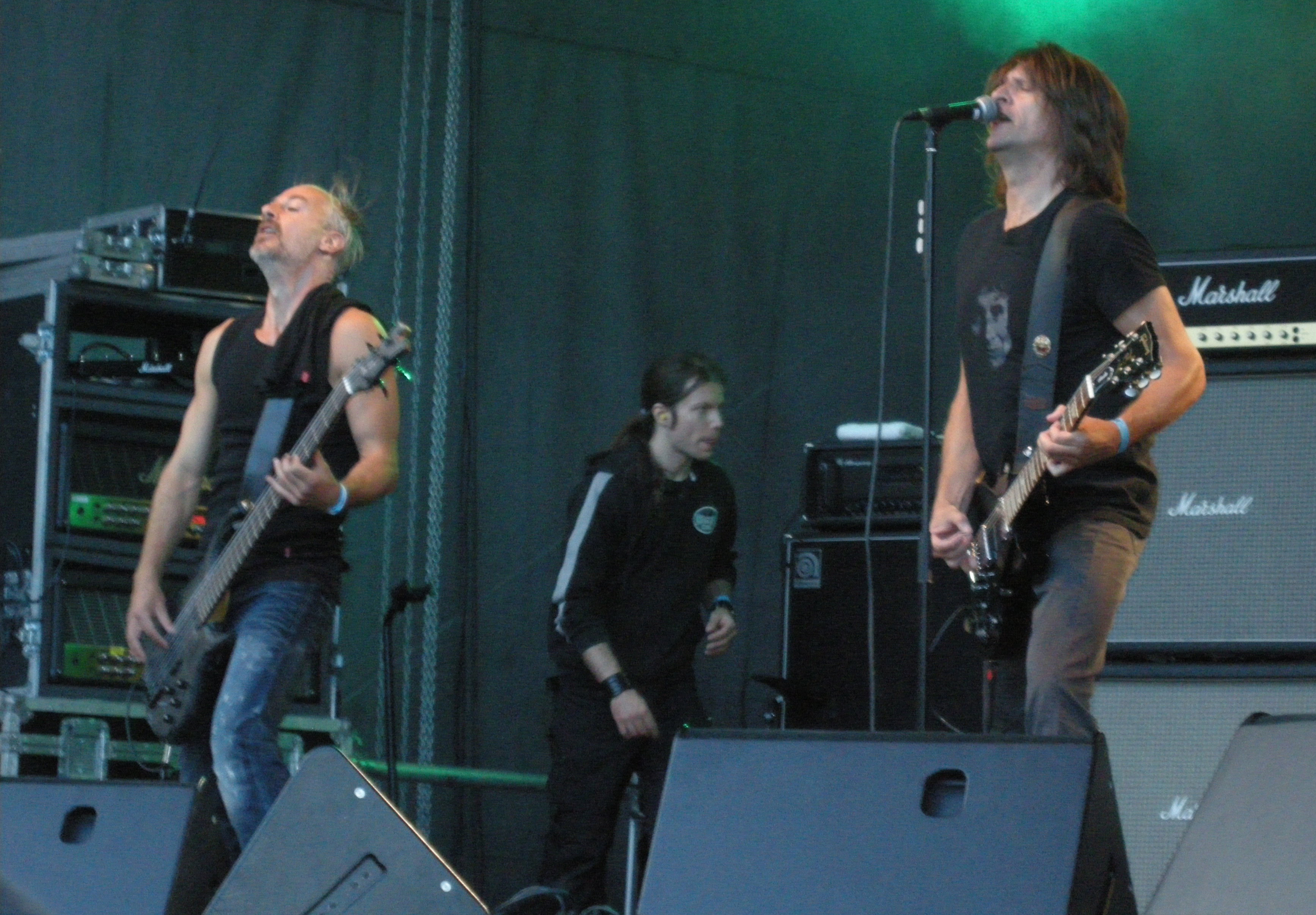
Kingdom Come uppträder på Skogsröjet i augusti 2012.

Kingdom Come är en amerikansk hårdrocksgrupp bildad 1987, med tyskfödde Lenny Wolf som frontman och sångare. Han skrev samtliga av bandets låtar som har pendlat ifrån riffstark blueshårdrock till mer introvert grungerock. Bandet blev i början av sin karriär anklagade för att vara Led Zeppelin-kopior, något som till stor del berodde på Wolfs Robert Plant-inspirerade sång.

## Bandmedlemmar

### Nuvarande medlemmar
- Keith St John – sång (2019– )
- Danny Stag – gitarr (1987–1989, ?– )
- Rick Steier – gitarr, keyboard, bakgrundssång (1987–1989, 2018– )
- Johnny B. Frank – basgitarr, gitarr, keyboard, sång (1987–1989, ?– )
- James Kottak – trummor (1987–1989, 2018– )

### Tidigare medlemmar (urval)
- Lenny Wolf – sång, basgitarr, gitarr (1987–2016)
- Dion Murdock – trummor (1997)
- Billy Liesgang – gitarr (1993)
- Arjen Anthony Lucassen – gitarr
- Heiko Radke-Sieb – gitarr (1993)
- Bam Bam Shibley – trummor
- Mirko Schaffer – basgitarr (1995)
- Mark Cross – trummor (2000)
- Blues Saraceno – gitarr (1991)
- Jimmy Bralower – trummor (1991)
- Steve Burke – trummor (1991)
- Bert Meulendijk – gitarr (1991)
- Marco Moir – gitarr (1991)
- Koen VanBaal – keyboard (1991–1992)
- Angi Schiliro – gitarr (1993)
- Mario Brodtrager – trummor (1993)
- Kai Fricke – trummor (1993–1996)
- Bernd Fintzen – keyboard, piano, bakgrundssång (1995–1996)
- Markus Deml – gitarr (1995)
- Oliver Kiessner – gitarr (1995–2000)
- Mark Cooper Smith – basgitarr, bakgrundssång (1996–2000)
- Mirko Michalzik – gitarr (2000)
- Björn Tiemann – keyboard (2000)
- Yenz Leonhardt – gitarr (2001–2007)
- Dirk Wolf – basgitarr (2003)
- Allan Tschicaja – trummor (2003)
- George Achour – basgitarr (2004)
- Hendrik Thiesbrummel – trummor (2004–2010)
- Frank Binke – basgitarr (2000–2001, 2006–?)
- Eric Förster – gitarr (2001–?)
- Nader Rahy – trummor (2010–?)

## Diskografi
Studioalbum
- 1988 – Kingdom Come
- 1989 – In Your Face
- 1991 – Hands of Time
- 1993 – Bad Image
- 1995 – Twilight Cruiser
- 1997 – Master Seven
- 2000 – Too
- 2002 – Independent
- 2004 – Perpetual
- 2006 – Ain't Crying for the Moon
- 2011 – Rendered Waters
- 2013 – Outlier

Livealbum
- 1996 – Live & Unplugged

Samlingsalbum
- 1998 – Balladesque
- 2003 – 20th Century Masters - The Millennium Collection: The Best of Kingdom Come

Singlar
| År   | Singel                       | Listplaceringar | Listplaceringar | Listplaceringar |
| År   | Singel                       | US Hot 100      | US Main Rock    | UK              |
| ---- | ---------------------------- | --------------- | --------------- | --------------- |
| 1988 | "What Love Can Be"           | -               | 26              | -               |
| 1988 | "Living Out of Touch"        | -               | 27              | -               |
| 1988 | "Get it On"                  | 69              | 4               | 75              |
| 1989 | "Who Do You Love"            | -               | 37              | -               |
| 1989 | "Do You Like It"             | -               | 21              | 73              |
| 1989 | "Overrated"                  | -               | -               | -               |
| 2013 | "God Does Not Sing Our Song" | -               | -               | -               |

### Fotnoter
1. ↑  Jan Jacobson (24 maj 2019). ”Det förflutnas betydelse ligger i nuet och framtiden”. Yrkeshögskolan Novia. sid. 5. https://www.theseus.fi/bitstream/handle/10024/179450/Jacobson_Jan.pdf?sequence=2&isAllowed=y. Läst 10 februari 2020.